# Huntington (Nouvelle-Zélande)
Huntington est une banlieue de la cité d’Hamilton, située dans l’ île du Nord de la Nouvelle-Zélande .